# HRK Izviđač
El HRK Izvidač es un club de balonmano de la ciudad bosnia de Ljubuški, que compite en la Liga de Bosnia de balonmano y en la Liga SEHA.

## Palmarés
- (5) Liga de balonmano de Bosnia y Herzegovina: 2000, 2002, 2004, 2005, 2016
- (2) Copa de balonmano de Bosnia y Herzegovina: 1999, 2002

## Jugadores
| N.º | Nombre             | País           |
| -   | Marko Ivanković    | Croacia        |
| -   | Josip Kvesić       | Bosnia         |
| 69  | Ivan Ereš          | Bosnia         |
| 7   | David Mandić       | Bosnia/Croacia |
| -   | Ivan Miličević (C) | Bosnia         |
| 13  | Josip Šarac        | Croacia        |
| 7   | Matej Hrstić       | Croacia        |
| 34  | Mario Pavlak       | Bosnia         |
| 16  | Josip Grbavac      | Bosnia         |
| 35  | Ante Pavlak        | Bosnia         |
| 77  | Ratko Nikolić      | Serbia         |
| 9   | Josip Čutura       | Bosnia/Croacia |
| 6   | Mislav Grgić       | Croacia        |
| -   | Matej Marković     | Bosnia         |
| 11  | Kristijan Jarak    | Bosnia         |
| 13  | Dario Raguž        | Croacia        |
| 45  | Mateo Rodin        | Bosnia/Croacia |
| --- | ------------------ | -------------- |

## Jugadores famosos
- Ivan Karačić
- Nikola Prce
- Darko Martinović
- Marin Šego
- Darko Ilić
- Krunoslav Jurić
- Jure Jakić
- Zdravko Medić
- Drago Bokan
- Adnan Šabanović
- Dejan Đurić
- Tomislav Nuić
- Adnan Jaškić
- Željko Rezdeušek
- Mirko Alilović
- Adnan Harmandić
- Josip Ilić
- Vlado Šola
- Damir Džeba
- Mirko Herceg
- Andreas Dominiković
- Andrej Paponja
- Milovan Pavlović
- Ljubo Vukić
- Željko Musa
- Eduard Martić
- Milan Tolić
- Davor Lučić
- Zdenko Šaravanja
- Dejan Malinović
- Mišo Zeljić
- Marko Matić
- Mladen Škorput
- Nermin Bašić
- Vedad Tabak
- Ante Vidović
- Ivan Milas
- Senjamin Burić
- Damir Delić
- Mirko Sušić
- Benjamin Burić
- Luka Bumbak
- Zdenko Grbavac
- Igor Glavaš
- Husejin Salkić
- Emir Suhonjić
- Denis Buntić
- Mijo Tomić
- Ante Boras
- Josip Buljubašić
- Ilija Lovrinović
- Marin Vegar
- Josip Perić
- Josip Vidović
- Vladimir Gruičić
- Matej Hrstić
- David Mandić
- Josip Ereš
- Mateo Rodin
- Ivan Čirjak
- Danijel Pavlović
- Petar Mucić
- Josip Kvesić
- Tomislav Bošnjak
- Dragan Nuić
- Darko Družijanić
- Frano Vidović
- Karlo Čolak
- Dražen Madžar
- Marko Ivanković
- Igor Radojević
- Stjepan Čolak
- Ivan Džolić

## Ex entrenadores
- Boris Jarak
- Josip Glavaš
- Zdenko Grbavac
- Miro Markić
- Dario Mikulić
- Silvio Ivandija
- Saša Kuček
- Vladimir Aleksejevič Petrov
- Ilija Puljević
- Mladen Škorput
- Mirko Novković